# احمدآباد دیفه خشک
احمدآباد دئفه ، روستایی از توابع بخش کشکوئیه شهرستان رفسنجان در استان کرمان ایران است. و همچنین یکی از شرکت های بزرگ ضبط پسته کشور در این روستا میباشد ...

## جمعیت
این روستا در بخش کشکوئیه قرار دارد و براساس سرشماری مرکز آمار ایران در سال ۱۳۹۰، جمعیت آن ۱٬۸۰۴ نفر (۴۷۷خانوار) بوده‌است.